# Rison (Arkansas)
Rison – miasto w Stanach Zjednoczonych, w stanie Arkansas, siedziba administracyjna hrabstwa Cleveland.